# David Moscow
David Moscow est un acteur américain né le 14 novembre 1974 à New York, New York (États-Unis).

## Filmographie
- 1988 : Big : Young Josh
- 1988 : The Wizard of Loneliness : Jimmy Wiggen
- 1988 : I'll Be Home for Christmas (TV)
- 1989 : Live-In (série TV) : Peter
- 1989 : Living Dolls (série TV) : Eric "Rick" Carlin
- 1992 : Newsies : David Jacobs
- 1993 : Le Territoire des loups (White Wolves: A Cry in the Wild II) : Adam
- 1997 : Hurricane : Shane
- 1998 : Restaurant : Reggae
- 1998 : Girl : Greg
- 1998 : Side Streets (en) de  Tony Gerber : Bellboy
- 1998 : River Red : Tom Holden
- 1999 : Zoé, Duncan, Jack et Jane ("Zoe, Duncan, Jack & Jane") (série TV) : Duncan Milch
- 1999 : Loving Jezebel : Gabe
- 2000 : Endsville : Isaac Melnick
- 2001 : Écarts de conduite (Riding in Cars with Boys) : Lizard
- 2003 : Pour le meilleur et pour le rire (Just Married) : Kyle
- 2003 : Honey : Michael Ellis
- 2006 : Numb3rs : l'agent de Dante Baker (saison 1, épisode 3)
- 2006 : David & Layla : David Fine
- 2006 : Nearing Grace : Blair
- 2008 : À pleine vitesse (Crash and Burn) (TV) : Hill Dorset
- 2009 : Jack the reaper : Jack
- 2011 : Humdiger : Jonah Block
- 2014 : White Dwarf : David
- 2015 : Tic Tac Stop : Mark
- 2017 This is Christmas
- 2020-2022 : From Scratch